# Angelika Krebs
Angelika Krebs née le 12 août 1961 à Mannheim est une philosophe allemande.

## Biographie
Angelika Krebs est la fille du professeur d'allemand Joachim Krebs et de sa femme Hilde. Elle passe son baccalauréat à Mannheim en 1981 et a étudie la philosophie, la littérature allemande et la musicologie à l'Université de Fribourg (Allemagne) jusqu'en 1983. Après deux ans d'études à l'étranger au New College de l'Université d'Oxford sous la direction de  Michael Dummett et Peter Strawson elle a poursuivi des études de à l'Université de Constance, notamment avec Friedrich Kambartel et Jürgen Mittelstrass . En 1987, elle a obtenu un mémoire de maîtrise sur l'épistémologie de Michael Dummett.
Elle a commencé ses études de doctorat à Constance en 1988 avec une bourse de la "Studienstiftung des deutschen Volkes". De 1989 à 1990, elle a passé un an à l'Institut Philosophique de l'Université de Berkeley avec des cours particuliers avec Bernard Williams. À partir de 1990, elle a travaillé comme maître de conférence, d'abord à Constance, et de 1993 à 2001 à Francfort-sur-le-Main. En 1993, elle a obtenu son doctorat "summa cum laude" avec la thèse Ethics of Nature. A Map (Éthique de la nature – Une carte) au Département de Philosophie de l' Université de Francfort avec Friedrich Kambartel, Jürgen Habermas et Bernard Williams. Ce livre était écrit sur l’ordre de O.N.U. Pour ce travail, elle a reçu le prix "Prix Vert" de l'Université de Francfort en 1994 et le Prix Wolfgang Stegmüller de la Sociétié Allemande de Philosophie Analytique. En plus de son travail d'assistante, A. Krebs a donné en 1994/1995 des cours d'éthique à l'Université de Fribourg (Allemagne) et en 1995/1996 un cours de philosophie politique à l'Université de Zurich. En outre, de 1994 à 1995, elle a été chargée de cours dans l'équipe de direction de formation continue sur l'éthique au Ministère de la Culture de la Hesse. De 1999 à 2005, elle a été membre du directoire de la Société Allemande de Philosophie.
Le titre de son habilitation (thèse d'état) à Francfort est : Arbeit und Liebe. Die philosophischen Grundlagen sozialer Gerechtigkeit (Travail et amour – Les fondements philosophiques de la justice sociale). En 2001, elle a été nommée à la chaire de philosophie pratique de l'Université de Bâle. De 2005 à 2006, elle a été "Rockefeller Visiting Fellow" au "Center for Human Values" de l'Université de Princeton. Krebs a été membre du directoire de la Société Suisse de Philosophie de 2002 à 2006. Depuis 2010, elle est membre de l'Academy Européenne des Sciences et des Arts. En 2013, elle a cofondé la Société Européenne pour la Philosophie des Émotions avec Aaron Ben-Ze'ev (Université de Haïfa) et Anthony Hatzimoysis (Université d'Athènes). En 2014, elle a été "Fellow" au "Rachel Carson Center" à l'Université de Munich.
Ses principaux domaines de recherche sont l'éthique de la nature, la philosophie politique, les théories des émotions et de l'esthétique. En éthique de la nature, elle plaide pour la valeur intrinsèque de la beauté naturelle et de la nature comme "Heimat" (pays d’origine auquel on est attaché). En philosophie politique, elle propose une alternative humaniste aux approches égalitaires classiques de la justice et montre pourquoi le travail féminin au sein de la famille doit être pleinement reconnu et payé comme un travail à part entière. En philosophie des émotions, elle développe un modèle "dialogique" d’amour à la suite de Max Scheler et Martin Buber. En 2017, elle a édité avec Aaron Ben-Ze'ev un recueil de quatre volumes sur la philosophie des émotions. Son travail le plus récent porte sur l’esthétique et explore pourquoi la beauté du paysage est essentielle.

## Publications
- (éd.): Naturethik. Grundtexte der gegenwärtigen tier- und ökoethischen Diskussion, Francfort, Suhrkamp, 1997[6]
- Ethics of Nature. A Map. Avec une préface de Bernard Williams, Berlin/New York, DeGruyter, 1999 [7]
- (éd.): Gleichheit oder Gerechtigkeit. Texte der neuen Egalitarismuskritik, Francfort, Suhrkamp, 2000  (ISBN 3518290959)[8]
- (de) « Why Mothers Should be Fed: Eine Kritik an van Parijs », Analyse & Ktitik, no 22,‎ 2000, p. 155-178 (lire en ligne  [PDF]).
- Arbeit und Liebe. Die philosophischen Grundlagen sozialer Gerechtigkeit, Francfort, Suhrkamp, 2002  (ISBN 3518291645)[9]
- (de) « Gleichheit oder Gegerechtigkeit. Die Kritik am Egalitarismus », dans Ansgar Beckermann, Christain Nimtz (dir.), Argument & Analyse, Mentis, 2002 (lire en ligne ), p. 563-575.
- (de) « Gleichheit oder Menschenwürde? », Der Freitag,‎ 12 mars 2004 (lire en ligne ).
- (éd.): Ethik des gelebten Lebens (avec G. Pfleiderer et K. Seelmann ), Zurich, Pano, 2011[10]
- Zwischen Ich und Du. Eine dialogische Philosophie der Liebe, Francfort, Suhrkamp, 2015 (introduction) (PDF; 108 Ko)[11]
- (en) « Why Landscape Beauty Matters », Land, vol. 3, no 4,‎ décembre 2014, p. 1251–1269 (DOI 10.3390/land3041251, lire en ligne, consulté le 10 août 2020).
- (éd.) avec Aaron Ben-Ze'ev : Philosophy of Emotion. Quatre volumes: I. The Nature of Emotion, II. Emotions and the Goof Life, III. Morality, Aesthetics, and the Emotions, IV. Specific Emotions, Londres, Routledge, 2017, 1462 p.  (ISBN 1138906646).
- (éd.): avec Aaron Ben-Ze'ev : The Meaning of Moods ; édition scientifique d'un numéro de la revue Philosophia. A Global Journal of Philosophy, Berlin, Springer, 2017, vol. 45, n° 4, p. 1395 – 1708[12]
- Das Weltbild der Igel. Naturethik einmal anders (avec Stephanie Schuster, Alexander Fischer und Jan Müller). Basel: Schwabe, 2021[13]